# مزرعة رياح

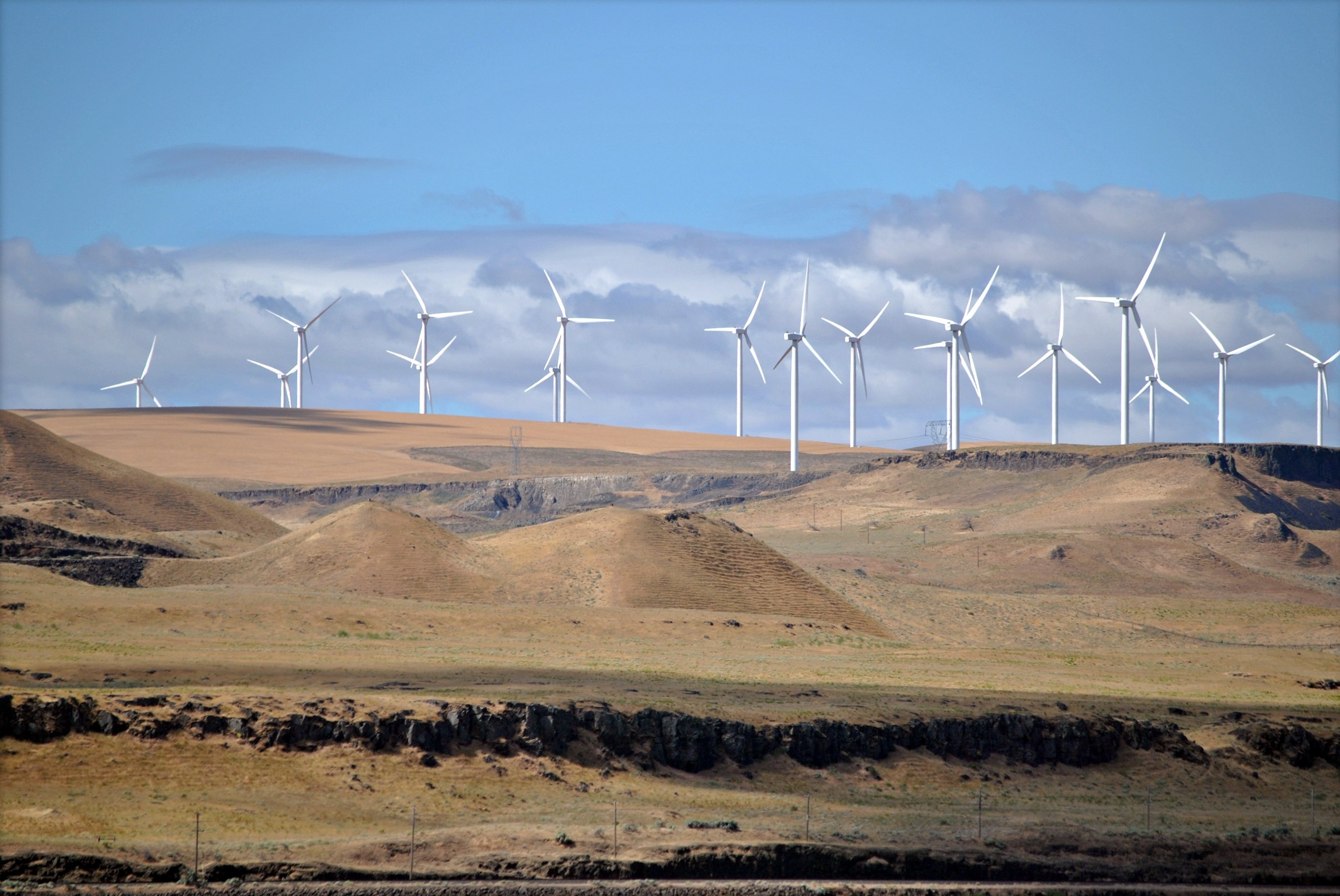
مزرعة رياح في ولاية أوريغون

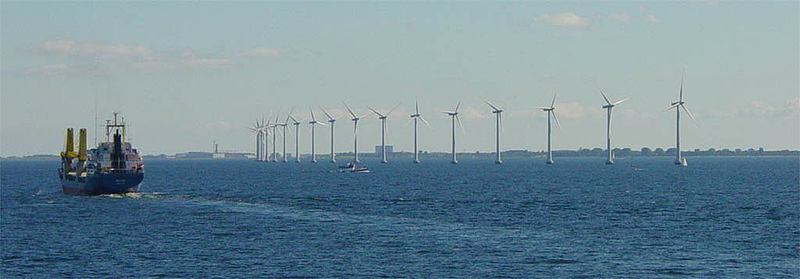
مزرعة رياح بحرية في الدنمارك

مزرعة الريح أو مزرعة الرياح (بالإنجليزية: wind farm أو wind park)‏ هي مجموعة من عنفات الرياح موجودة في نفس الموقع تستخدم لإنتاج الطاقة الكهربائية. تتكون مزرعة الرياح الكبيرة من عدة مئات من عنفات الرياح وتغطي مساحات واسعة. ويمكن بنائها سواء في البحر أو على اليابسة. كما يمكن أن تستخدم الأرض بين العنفات للأغراض الزراعية أو كمراعي أو غيرها. ويمكن أيضا أن توجد مزارع الرياح في البحر. أكبر مزارع الرياح البرية حالياً موجودة في الولايات المتحدة والصين.

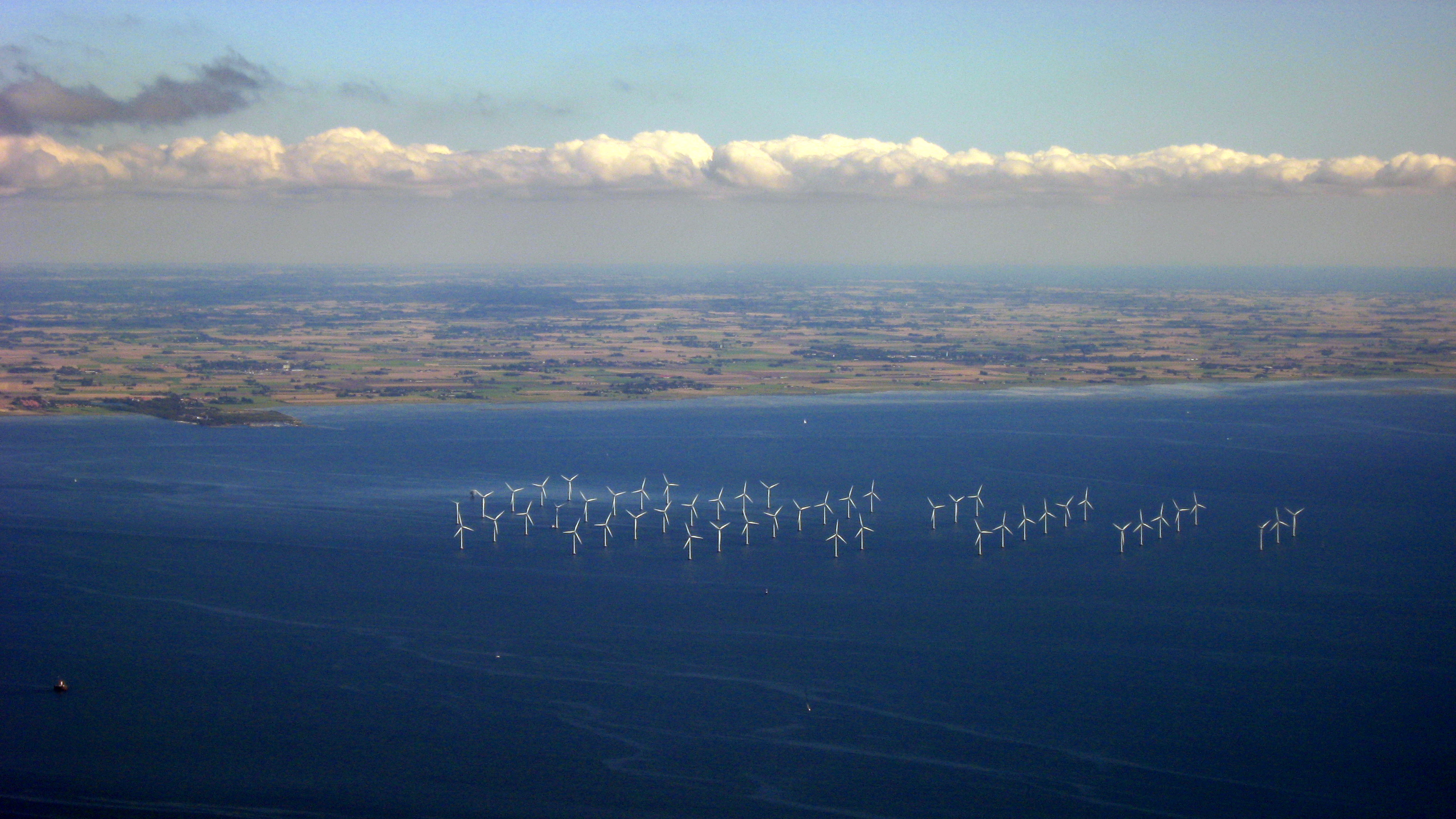
مزرعة الريح "ليلجروند" بالسويد.

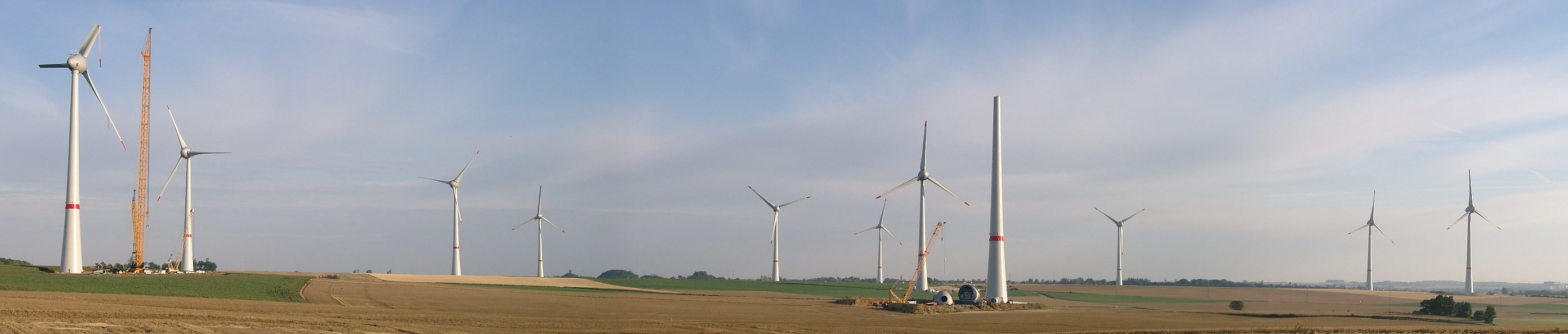
أول مزرعة تحوي توربينات بقدرة 5و7 ميجاواط ، بمنطفة استينيس ببلجيكا.

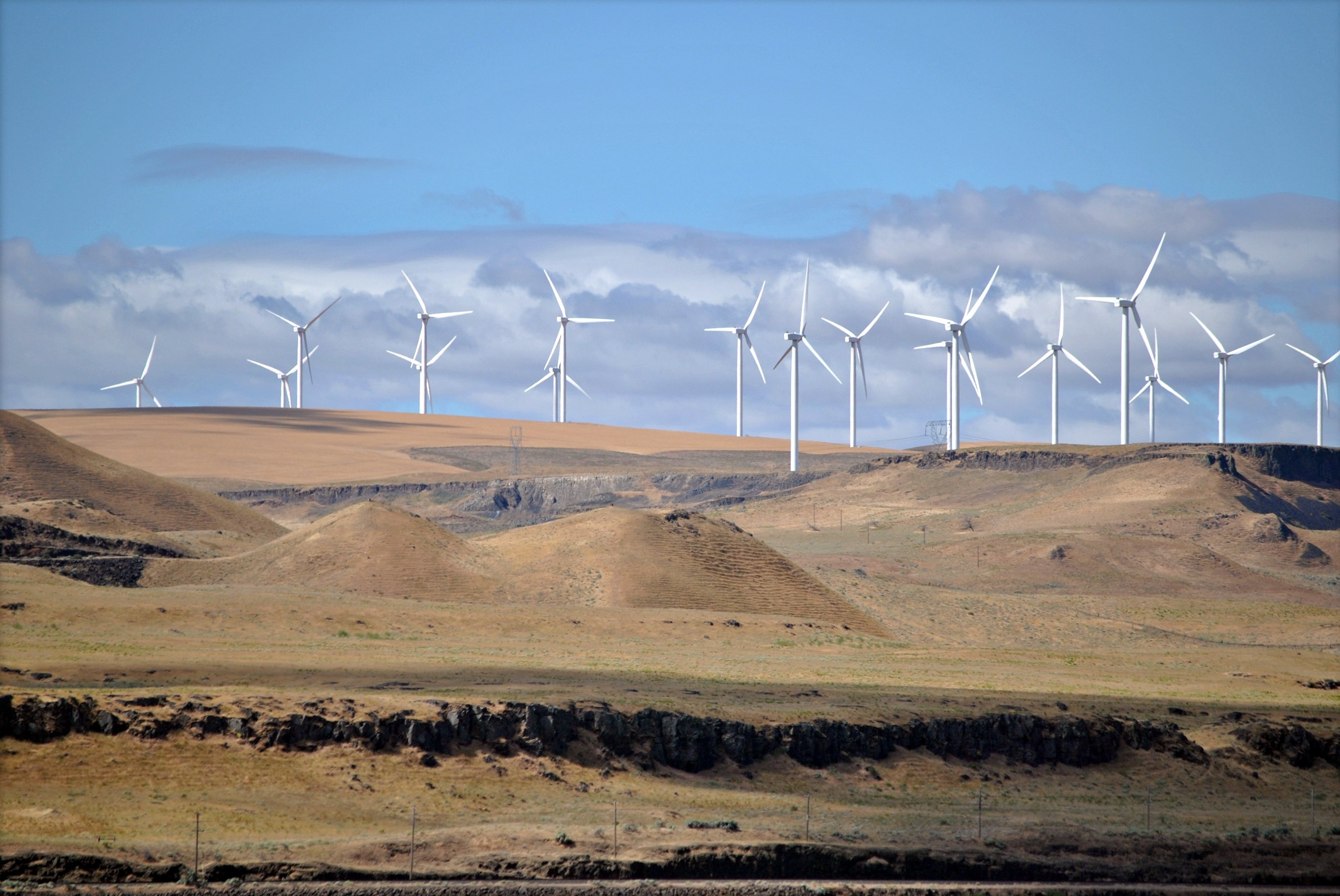
مزرعة ريح "شيباردز" وتنتج طاقة قدرها 845 ميجاواط في ولاية اوريجون بالولايات المتحدة.

من أكبر مزارع الريح المنشأة على اليابسة توجد في الولايات المتحدة والصين. فمثلا مزرعة ريح جانزو في الصين لها قدرة تفوق 5.000 ميجاواط من الطاقة الكهربائية، كما تخطط الصين لزيادة إنتاج تلك المزرعة إلى 20.000 ميجاواط حتى عام 2020. واما «مركز أطلنتا لقوة الريح» المنشأ في كاليفورنيا بالولايات المتحدة فهو أكبر مزرعة ريح على اليابسة خارج الصين، وتبلغ قدرته 1.020 ميجاواط من الطاقة الكهربائية.
أنشأت المملكة المتحدة مزرعة تسمى «مصفوف لندن» تبلغ قدرتها 630 ميجاواط حتى أبريل 2013. وهي أكبر حقل ريح في العالم حاليا في عرض
البحر، وتتبعها في الكبر «مزرعة ريح جيبارد الكبيرة» أيضا في المملكة المتحدة وتبلغ قدرتها 504 ميجاواط.
كما توجد العديد من مزارع الريح تقوم بإنشائها دول أخرى مثل ألمانيا والنرويج والهند وغيرها.
توجد العديد من مزارع الرياح البرية التشغيلية الكبرى في الصين والهند والولايات المتحدة. زادت قدرة مزرعة رياح قانسو مثلًا، أكبر مزرعة رياح في العالم، في الصين عن 6,000 ميجاوات بحلول عام 2012، وهدفت إلى توليد 20,000 ميجاوات بحلول عام 2020. اعتبارًا من ديسمبر 2020، أصبحت مزرعة رياح هورنسي البالغة قدرتها 1218 ميجاوات في المملكة المتحدة أكبر مزرعة رياح بحرية في العالم. تستمر تصاميم عنفات الرياح الفردية في زيادة الطاقة، ما يقلل عدد العنفات المطلوب لنفس الناتج الإجمالي.
يعد تأثير مزارع الرياح على البيئة أقل من العديد من أشكال توليد الطاقة الأخرى لأنها لا تتطلب وقودًا. ولكن، انتقدت مزارع الرياح بسبب تأثيرها البصري وتأثيرها على المناظر الطبيعية. تحتاج عادةً إلى الانتشار على مساحة أكبر من الأرض مقارنةً بمحطات الطاقة الأخرى ويجب بنائها في المناطق البرية والريفية، ما قد يؤدي إلى «تصنيع الريف»، وتدمير البيئات، وانخفاض السياحة. يدعي بعض النقاد أن لمزارع الرياح آثار صحية ضارة، لكن يعتبر معظم الباحثين هذه الادعاءات علمًا زائفًا (انظر متلازمة عنفات الرياح). يمكن أن تتداخل مزارع الرياح مع الرادار، رغم أنه في معظم الحالات، وفقًا لوزارة الطاقة الأمريكية، «أدى تحديد المواقع وعمليات التخفيف الأخرى إلى حل النزاعات والسماح لمشاريع الرياح بالتواجد بفعالية مع الرادار».

## التصميم والموقع
يعد الموقع حاسمًا لنجاح مزرعة الرياح. وتشمل الظروف المساهمة في نجاح موقع مزرعة الرياح: ظروف الرياح، والوصول إلى النقل الكهربائي، والوصول المادي، وأسعار الكهرباء المحلية.
كلما زاد متوسط سرعة الرياح، زادت الكهرباء التي تولدها عنفات الرياح، وبالتالي تعد الرياح السريعة أفضل اقتصاديًا عمومًا لتطوير مزارع الرياح. يتلخص عامل الموازنة في أن العواصف القوية والاضطرابات الشديدة تتطلب عنفات أقوى وأكثر تكلفة، وإلا ستهدد بأضرار. ولكن، لا يتناسب متوسط الطاقة الريحية مع متوسط سرعة الرياح. لذا، تعد الرياح المثالية هي الرياح القوية ولكن الثابتة ومنخفضة الاضطرابات والقادمة من اتجاه واحد.
تعد الممرات الجبلية مواقع مثالية لمزارع الرياح وفق الظروف السابقة. توجه الممرات الجبلية الرياح التي تصدها الجبال عبر نفق مثل الممر نحو مناطق الضغط المنخفض والأرض المسطحة. تشتهر الممرات المستخدمة لمزارع الرياح، مثل ممر سان غورغونيو وممر ألتامونت، بقدرة موارد الرياح الوفيرة وقدرتها على استيعاب مزارع الرياح واسعة النطاق. كانت أنواع الممرات هذه الأماكن الأولى التي استثمرت بكثافة في مزارع الرياح واسعة النطاق في الثمانينيات بعد موافقة مكتب الولايات المتحدة لإدارة الأراضي على تطوير الطاقة الريحية. تعلم المطورون من مزارع الرياح هذه الكثير عن الاضطرابات وتأثيرات الازدحام لمشاريع الرياح واسعة النطاق التي لم تدرس سابقًا في الولايات المتحدة بسبب الافتقار إلى مزارع الرياح التشغيلية الكبيرة كفايةً لإجراء هذه الأنواع من الدراسات.
تفحص المواقع عادةً على أساس أطلس الرياح، ويجرى التحقق من صحتها بقياسات الرياح في الموقع بواسطة بيانات أبراج الأرصاد الجوية طويلة الأجل أو الدائمة باستخدام مقياس الرياح ودوارات الرياح. لا تكون بيانات الرياح الخاصة بالأرصاد الجوية وحدها كافية عادةً لتحديد المواقع بدقة لمشروع طاقة ريحية كبير. يعد جمع بيانات سرعة الرياح في الموقع واتجاهها مهمًا جدًا لتحديد إمكانات الموقع لتمويل المشروع. تراقب الرياح المحلية غالبًا لمدة عام أو أكثر، وتنشأ خرائط الرياح التفصيلية، إلى جانب دراسات قدرة الشبكة الدقيقة المجراة، قبل تثبيت أي مولدات للرياح.
تهب الرياح بسرعة على الارتفاعات العالية بسبب انخفاض تأثير السَحب. تكون الزيادة في السرعة مع الارتفاع أشد بالقرب من السطح وتتأثر بالتضاريس وخشونة السطح وعوائق الريح مثل الأشجار أو المباني. تقل قوة الرياح على ارتفاعات آلاف الأقدام/مئات الأمتار فوق مستوى سطح البحر، بما يتناسب مع انخفاض كثافة الهواء.
خريطة للطاقة الريحية المتاحة فوق الولايات المتحدة. تشير رموز اللون إلى فئة كثافة الطاقة الريحية

## حسب المنطقة

### أستراليا

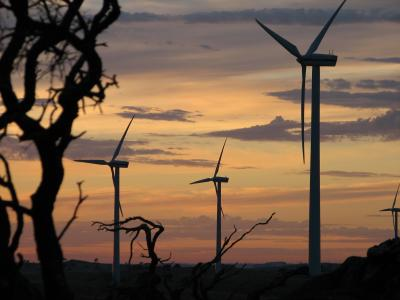
مزرعة رياح كانوندا الأسترالية، جنوب أستراليا عند شروق الشمس

كان حزب الخضر الأسترالي من المؤيدين البارزين لمزارع الرياح الأسترالية، لكن أعرب زعيم الحزب السالف بوب براون والزعيم السابق ريتشارد دي ناتالي عن مخاوفهما بشأن الجوانب البيئية لتوربينات الرياح، وخاصةً الخطر المحتمل الذي تفرضه على الطيور.

### الصين
تفوقت الصين على بقية العالم في إنتاج الطاقة الريحية في غضون خمس سنوات فقط، إذ انتقلت من قدرة بلغت 2,599 ميجاوات في عام 2006 إلى 62,733 ميجاوات في نهاية عام 2011. ولكن، تخطى النمو السريع البنية التحتية للصين وتباطأ البناء الجديد بشكل كبير في عام 2012.
في نهاية عام 2009، ولدت الطاقة الريحية في الصين 25.1 جيجاوات من قدرة توليد الكهرباء، وحددت الصين الطاقة الريحية كعنصر نمو رئيسي في اقتصاد البلاد. تتمتع الصين بفضل كتلتها البرية الكبيرة وساحلها الطويل بموارد رياح استثنائية. وجد باحثون من جامعة هارفارد وجامعة تسينغ هوا أنه يمكن للصين تلبية جميع احتياجاتها من الكهرباء بواسطة الطاقة الريحية بحلول عام 2030.
أنتجت 15 شركة صينية على الأقل بحلول نهاية عام 2008 توربينات الرياح تجاريًا، وأنتجت العشرات غيرها المكونات. وأصبحت أحجام التوربينات التي تتراوح من 1.5 ميغاواط حتى 3 ميغاواط شائعة. كانت شركات الطاقة الريحية الرائدة في الصين هي غولدويند، دونغفانغ الكتريك، وسينوفيل بالإضافة إلى مع معظم الشركات الأجنبية الرئيسية المصنعة لتوربينات الرياح. زادت الصين أيضًا من إنتاج توربينات الرياح الصغيرة الحجم إلى نحو 80,000 توربين (80 ميجاوات) في عام 2008. بدت صناعة الرياح الصينية بفضل كل هذه التطورات غير متأثرة بالأزمة المالية في 2007-2008، وفقًا لمراقبي الصناعة.
وفقًا للمجلس العالمي للطاقة الريحية، لا يوجد مثيل لتطوير الطاقة الريحية في الصين، من ناحية الحجم والوتيرة في العالم. أصدرت اللجنة الدائمة للمجلس الوطني لنواب الشعب الصيني قانونًا يلزم شركات الطاقة الصينية بشراء كل الكهرباء التي ينتجها قطاع الطاقة المتجددة.

### أوروبا

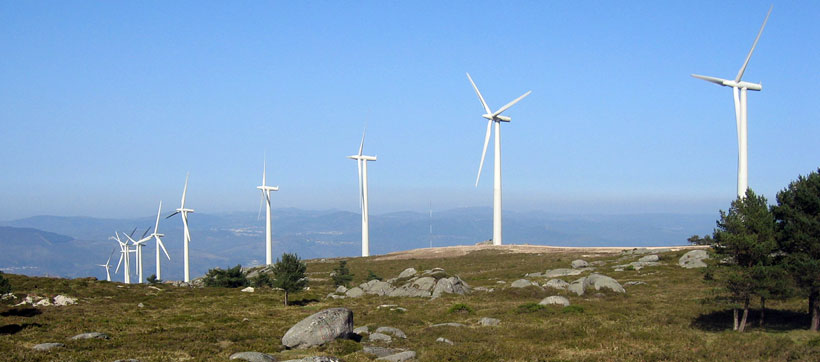
مزرعة رياح في منطقة جبلية في غاليسيا، إسبانيا

بلغت قدرة الطاقة الريحية المركبة في الاتحاد الأوروبي 93,957 ميجاوات في عام 2011. تمتلك ألمانيا ثالث أكبر قدرة في العالم (بعد الصين والولايات المتحدة)، بقدرة مركبة بلغت 29,060 ميغاواط في نهاية عام 2011. وبلغت قدرة إسبانيا 21,674 ميغاواط، وقدرة كل من إيطاليا وفرنسا ما بين 6,000 و7,000 ميجاواط. بحلول يناير 2014، بلغت القدرة المركبة في المملكة المتحدة 10,495 ميجاوات. لكن يمكن أن يختلف إنتاج الطاقة عن القدرة -ففي عام 2010، كان إنتاج الطاقة الريحية في إسبانيا أعلى إنتاج في أوروبا إذ بلغ 43 تيراواط في الساعة مقارنةً بـ35 تيراواط في الساعة في ألمانيا.

### الهند

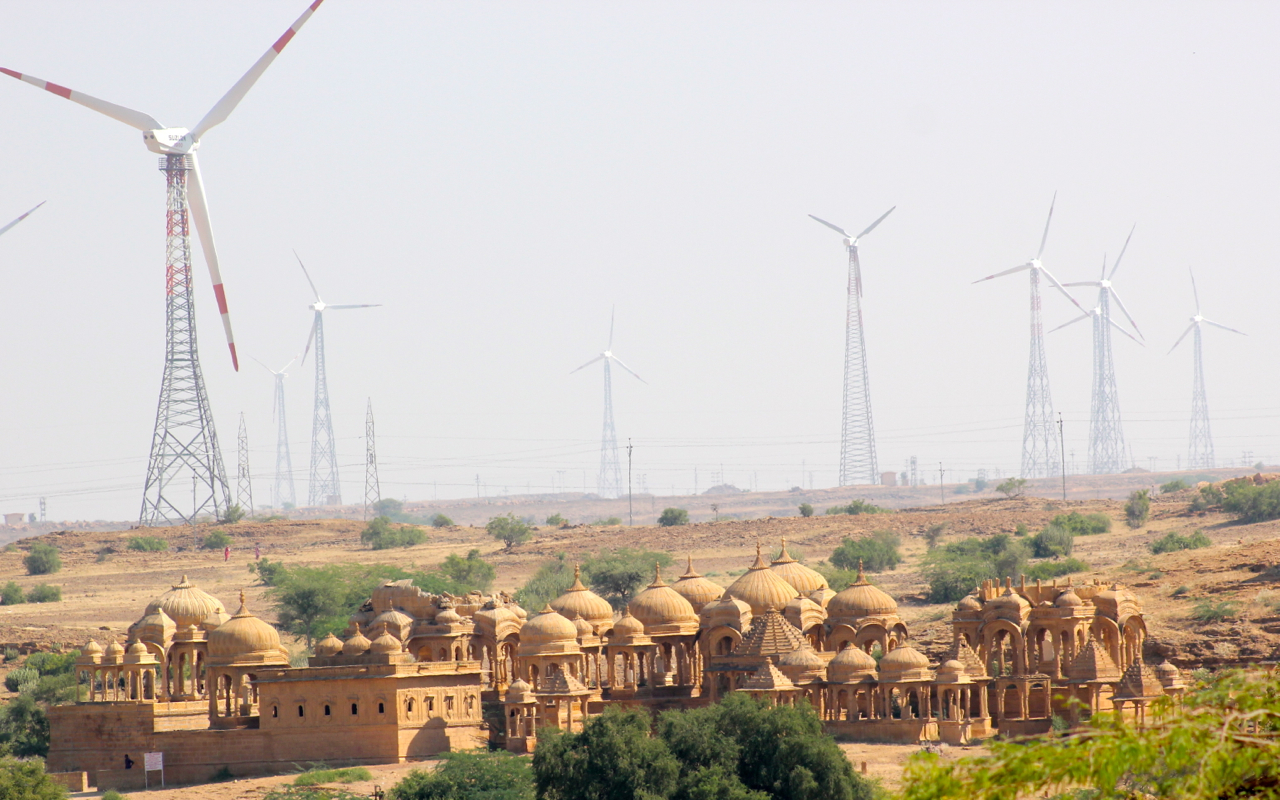
مزرعة رياح تطل على بادا باغ، الهند

تملك الهند خامس أكبر قدرة طاقة ريحية المركبة في العالم. اعتبارًا من 31 مارس 2014، بلغت القدرة المركبة للطاقة الريحية 21136.3 ميجاوات موزعة بشكل رئيسي عبر ولاية تاميل نادو (7253 ميجاوات). تمثل الطاقة الريحية 8.5% تقريبًا من إجمالي قدرة توليد الطاقة المركبة في الهند، وتولد 1.6% من طاقة البلاد.

### الأردن

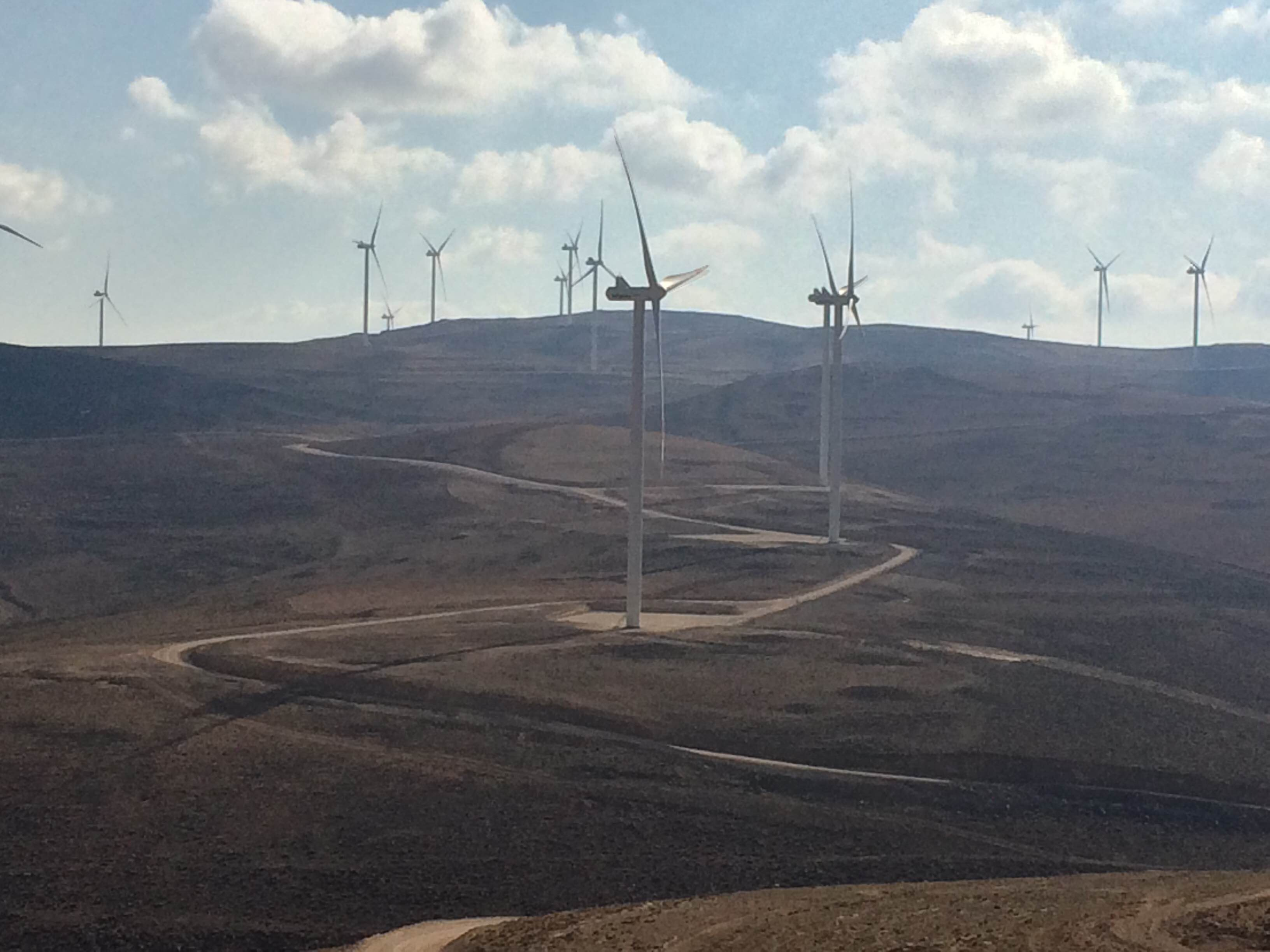
مزرعة رياح الطفيلة في الأردن، تعد أول مزرعة رياح واسعة النطاق في المنطقة.

افتتحت مزرعة رياح الطفيلة بقدرة 117 ميغاواط في الأردن في ديسمبر 2015، وهي أول مشروع مزرعة رياح واسعة النطاق في المنطقة.

### المغرب
نفذ المغرب برنامجًا واسعًا للطاقة الريحية لدعم تطوير الطاقة المتجددة وكفاءة الطاقة في البلاد. سيمكن المشروع المغربي المتكامل لالطاقة الريحية، الممتد على مدى 10 سنوات باستثمارات إجمالية تقدر بنحو 3.25 مليار دولار، البلاد من رفع القدرة المركبة، من الطاقة الريحية، من 280 ميغاواط في 2010 إلى 2000 ميغاواط في 2020.

## التصميم

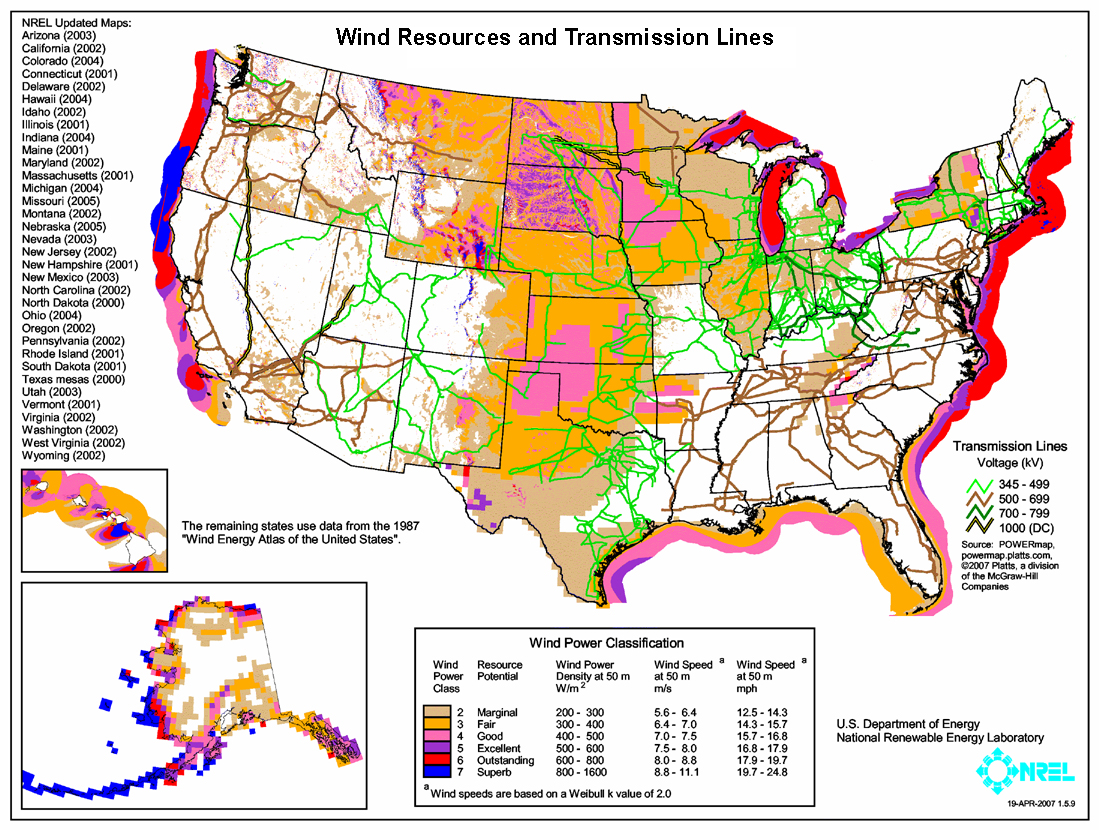
مناطق تشتد فيها الرياح في الولايات المتحدة وتصلح لإنشاء مزارع الريح عليها. تصنيف لوني.

قاعدة عامة لإنتاج الطاقة الكهربائية من طاقة الريح فيلزم أن تكون المنطقة تهب فيها رياح بسرعة 16 كيلومتر في الساعة على الأقل. ويتسم المكان المختار باستمرارية هبوب الرياح فيه بطريقة منتظمة خلال السنة مع قلة حدوث العواصف الشديدة. كما يلزم توصيل إنتاج التوربينات الهوائية من التيار الكهربائي إلى الشبكة الكهربائية لتغذية البيوت والمصانع.
ينشأ التوربين الهوائي على قمة برج يبلغ ارتفاعه 70 متر، ويصل طول زعنفة المروحة نحو 50 متر. كما يوجد منها ما يصل ارتفاع برجه 90 متر، ويصل طول الزعنفة 70 متر، أي أن المساحة الريحية التي تغطيها مروحة واحدة من هذا الحجم نحو 7و1 من مساحة ملعب للكرة .
تقوم ألمانيا ببناء محطاتها في عرض بحر الشمال بعيدا عن الشاطيء بحيث لا ترى من الشاطيء . من ضمنها مزرعة «بارد 1» وتتكون من 80 تزربين هوائي، تنتج نحو 400 ميجاواط ـ تغذي نحو 400.000 بيت بالتيلر الكهربائي. وعند الانتهاء من تشييد مزرعة الريح «ريفجات» في بحر الشمال أيضا، سيكفي الإنتاج إلى تزويد نحو 100.000 بيت أخرى بالتيار الكهربائي. إلا أن زيادة إنتاج الطاقة الكهربائية في بحر الشمال وفي بحر البلطيق قرب السواحل الألمانية تقتضي زيادة في خطوط نقل الكهرباء من الشمال إلى الجنوب، وتقوم ألمانيا حاليا ببناء خطوطا لنقل الكهرباء يصل طولها إلى نحو 2800 كيلومترا إضافية إلى الشبكة الموجودة .

## اقرأ أيضا
- طاقة رياح
- طاقة مائية
- طاقة متجددة
- طاقة شمسية
- طاقة حيوية
- كتلة حيوية
- طاقة المد والجزر
- طاقة نووية
- تجارة الطاقة المتجددة
- نسيم البحر
- شبكة ذكية فائقة